# Empire Awards 1996
La 1ª edizione degli Empire Awards, organizzata dalla rivista cinematografica inglese Empire,  si è svolta nel 1996, presso il Dorchester Hotel di Londra, e premia i film del 1995.

## Vincitori
Miglior film 
- Braveheart - Cuore impavido (Braveheart), regia di Mel Gibson

 Miglior film britannico 
- Piccoli omicidi tra amici (Shallow Grave), regia di Danny Boyle

 Miglior attore 
- Nigel Hawthorne - La pazzia di Re Giorgio (The Madness of King George)

 Miglior attore britannico 
- Ewan McGregor - Piccoli omicidi tra amici (Shallow Grave)

 Miglior attrice 
- Nicole Kidman - Da morire (To Die For)

 Miglior attrice britannica 
- Kate Winslet - Creature del cielo  (Heavenly Creatures)

 Miglior regista 
- Danny Boyle - Piccoli omicidi tra amici (Shallow Grave)

 Miglior debutto 
- Bryan Singer – I soliti sospetti (The Usual Suspects)

## Premi Onorari
- Lifetime Achievement Award: Mike Leigh